# 1842 у літературі

## Твори
- Твори Тараса Шевченка:
  - поема Слепая
  - Гамалія (жовтень — перша половина листопада)

## Видання
- перше повне видання «Енеїди» Івана Котляревського
- Микола Гоголь. Мертві душі. Т. I.